# David Carnegie, I conte di Southesk
Sir David Carnegie, I conte di Southesk (1575 – 1658), è stato un nobile scozzese.
Fu membro del Consiglio Privato di Scozia e tenne l'ufficio di Lord of Session. 

## Biografia
Fu il primogenito ed erede di David Carnegie di Kinnaird, un membro del Consiglio Privato e Commissario del Tesoro, e della seconda moglie di quest'ultimo Eupheme Wemyss, figlia di Sir John Wemyss.

## Carriera
Fu investito cavaliere nel 1603. Fu Lord of Session dal 1615 al 1625/26 e Extraordinary Lord of Session negli anni 1625/26 - 1628.
Dal 1616/17 fu membro del Consiglio Privato di Scozia e dal 1625 ne divenne Presidente.
Il 14 aprile 1616 fu nominato Lord Carnegie di Kinnaird (titolo ereditario) e il 22 giugno 1633 fu investito Conte di Southesk e, contemporaneamente nominato Lord Carnegie di Kinnaird e Leuchards (entrambi titoli ereditari).
Nel 1648, divenne Sceriffo della Contea di Forfar.

## Matrimonio
L'8 ottobre 1595 sposò Margaret Lindsay (morta il 9 luglio 1614), figlia di Sir David Lindsay, Lord Edzell ed ebbe i seguenti figli:
- David Carnegie, Lord Carnegie (circa 1596-25 ottobre 1633), sposò Lady Margaret Hamilton;
- James Carnegie, II conte di Southesk.
- Sir John Carnegie di Craig (?-22 novembre 1654), sposò Jane Scrymgeour;
- Sir Alexander Carnegie (morto nel marzo 1682), sposato con Margaret Arbuthnott, sorella di Robert Arbuthnott, I Visconte di Arbuthnott.
- Lady Margaret Carnegie (morta nell'aprile 1661), sposata con William Ramsay, I Conte di Dalhousie.
- Lady Agnes Carnegie (morta nel luglio 1637), sposata con Sir James Sandilands di Petlair.
- Lady Catherine Carnegie (morta verso la fine del 1655), sposata con John Stewart, I Conte di Traquair.
- Lady Marjory Carnegie (morta il 22 dicembre 1651), sposata in prime nozze con William Haliburton di Pitcur.
- Lady Elizabeth Carnegie, sposata nel 1628 con Andrew Murray, I Lord Balvaird.
- Lady Magdalene Carnegie (morta verso il 1647/1648), sposata il 10 novembre 1629 con James Graham, I Marchese di Montrose.

Morì nel 1658.